# Flickan i fönstret mitt emot
Flickan i fönstret mitt emot är en svensk komedifilm från 1942 i regi av Nils Jerring. 

## Handling
Rika skulptrisen Ingrid och fattiga muraren Loffe blir kära i varandra. Ett arv sätter kärleken på prov. 

## Om filmen
Filmen hade premiär den 28 februari 1942 på biograf Metropol i Malmö. Stockholmspremiär några veckor senare, den 22 april, på biograf Spegeln. Filmen har visats vid ett flertal tillfällen i SVT.

## Rollista i urval
- Sickan Carlsson – Ingrid Linder, skulptris
- Elof Ahrle – Elof "Loffe" Boman, murare
- Dagmar Ebbesen – fru Frida Boman, Loffes mor
- Ludde Gentzel – Fredrik Boman, portvakt, Loffes far
- Eric Abrahamsson – Oskar Blom, murare
- Lill-Tollie Zellman – Elsa Manning, teaterdirektris
- Einar Axelsson – kamrer Dalsjö
- Hugo Björne – byggmästare Iwar Swahne
- Ivar Kåge – advokat Thorsén
- Georg Funkquist – Wellinder, inredningsarkitekten
- Bengt Dalunde – Nisse Boman, Loffes lillebror
- "Kulörten" Andersson – murare
- John Elfström – Pelle, murare
- John Norrman – nattvakt
- Sickan Castegren – frun i fönstret
- Rolf Botvid – murare

## DVD
Filmen gavs ut på DVD 2019.